# Шульга-Нестеренко, Мария Ивановна
Мария Ивановна Шульга-Нестеренко (12 [24] февраля 1891, Киев — 13 ноября 1964, Москва) — русский и советский учёный-геолог и палеонтолог, доктор геолого-минералогических наук, профессор, Специалист по палеозойским аммонитам и мшанкам.
Одна из первых женщин-геологов в России, занималась разработкой микроскопического метода палеонтологических исследований, одна из основоположников изучения мшанок в СССР.

## Биография
Родилась 24 февраля 1891 года в Киеве.
Первоначально училась в киевской гимназии, где у Марии проявился интерес к научной работе. Уже в восьмом классе она опубликовала свою первую научно-популярную статью «К вопросу о периодичности ледниковых периодов». В 1910 году поступила на естественное отделение физико-математического факультета Московских высших женских курсов. Курс исторической геологии студентам читал заведующий кафедрой геологии Александр Александрович Чернов. Первым палеонтологическим исследованием Марии Ивановны стала дипломная работа, выполненная в 1916 году на базе коллекций Александра Чернова.
По окончании высших курсов в 1914—1918 годах преподавала географию и естествознание в гимназиях Москвы и Киева. В 1919 года стала ассистентом кафедры геологии Московского университета, с которым к тому времени объединили Московские высшие женские курсы. Здесь вела практические занятия по курсам лекций, которые читали профессора А. А. Чернов и М. В. Павлова.
С 1930 года читала курс палеонтологии студентам Московского геологоразведочного института (МГРИ) и вела занятия с аспирантами.
В 1922—1930 годах участвовала в полевых геологических работах на Полярном и Северном Урале, а также на Северном Тимане — в районах угольных и нефтяных месторождений, сопровождая Александра Чернова в его экспедициях и обеспечивая палеонтологическое изучение собранных материалов. С 1928 года целенаправленно занималась исследованием малоизученного в то время вида древних ископаемых организмов — мшанок.
Прекратив преподавательскую деятельность в 1937 году, в 1938 году перешла на работу в Палеонтологический институт Академии наук СССР (ныне Геологический институт РАН).
В 1938 году защитила кандидатскую диссертацию, в 1946 году — докторскую.
В 1955 году вышла на пенсию, но продолжала вести научную деятельность.
Умерла 13 ноября 1964 года в Москве.

## Семья
Мужья:
- Нестеренко[уточнить] — в первый раз вышла замуж в Киеве, взяв двойную фамилию Шульга-Нестеренко. Детей в этом браке не было.
- Чернов Александр Александрович (1877—1963) — геолог.

## Награды и премии
- 1953 — Орден Ленина[3]
- 1955 — Премия МОИП.